# كورت لانداور
كورت لانداور (بالألمانية: Kurt Landauer)‏ (28 يوليو 1884 في ألمانيا - 21 ديسمبر 1961 في ألمانيا) هو لاعب كرة قدم ألماني في مركز حراسة المرمى. لعب مع بايرن ميونخ.

## وصلات خارجية
ناجون من معسكر اعتقال داخاو